# 硫化スズ(IV)
硫化スズ(IV)(Tin(IV) sulfide)は、化学式SnS2の化合物である。ヨウ化カドミウムのモチーフを持ち、Sn(IV)は、6つの硫化物中心による「八面体孔」に位置する。天然には、ベルンド鉱（ベルンドタイト）と呼ばれる珍しい鉱物として産出する。バンドギャップ2.2 eVの半導体材料として用いられる。

## 反応
スズ(IV)を含む溶液に硫化水素を加えると、茶色固体として沈殿する。この反応は、低pHでは逆転する。硫化スズ(IV)の結晶は銅色であり、モザイク金（採色金）として知られる化粧塗料に用いられる。
硫化物塩とも反応し、化学式[SnS2]m[S]n2n-の一連のスズ硫化物を与える。この解重合反応は、単純化すると以下のように書ける。
SnS2 + S2− → 1/x[SnS2−
3]x